# ラトビアの首相
ラトビアの首相（ラトビアのしゅしょう）はラトビア共和国の政府首班であり、内閣を統括する。首相はラトビア大統領によって指名されるが、議会の多数派の支持を得なくてはならない。首相は、議会の承認を受けた内閣を組織する。
ラトビア首相は以下の役職を任命する：
- 国務大臣（議会の信任投票後）
- 政務官（大臣の推薦による）
- 長官（議会の信任投票後）
- 首相代理
- 首相官邸首席補佐官、首相顧問

## 一覧

### ラトビア第一共和国
| 代 | 名前                                   | 画像 | 就任           | 辞任           | 政党                                                              |
| 1  | カールリス・ウルマニス                 |      | 1918年11月19日 | 1921年6月18日  | ラトビア農民連合                                                  |
| 2  | ジグフリーツ・アンナ・メイエロヴィツス |      | 1921年6月19日  | 1923年1月26日  | ラトビア農民連合                                                  |
| 3  | ヤーニス・パウリュクス                 |      | 1923年1月27日  | 1923年6月27日  | ラトビア農民連合                                                  |
|    | ジグフリーツ・アンナ・メイエロヴィツス |      | 1923年6月27日  | 1924年1月26日  | ラトビア農民連合                                                  |
| 4  | ヴォルデマールス・ザームエールス       |      | 1924年1月27日  | 1924年12月18日 | 民主中央                                                          |
| 5  | フーゴ・ツェルミンシュ                 |      | 1924年12月19日 | 1925年12月23日 | ラトビア農民連合                                                  |
|    | カールリス・ウルマニス                 |      | 1925年12月24日 | 1926年5月6日   | ラトビア農民連合                                                  |
| 6  | アルトゥルス・アルベリンクス           |      | 1926年5月7日   | 1926年12月18日 | ラトビア農民連合                                                  |
| 7  | マルゲルス・スクエニエクス             |      | 1926年12月19日 | 1928年1月23日  | ラトビア社会民主労働党                                            |
| 8  | ペーテリス・ユラシェフスキス           |      | 1928年1月24日  | 1928年11月30日 | 民主中央                                                          |
|    | フーゴ・ツェルミンシュ                 |      | 1928年12月1日  | 1931年3月26日  | ラトビア農民連合                                                  |
|    | カールリス・ウルマニス                 |      | 1931年3月27日  | 1931年12月5日  | ラトビア農民連合                                                  |
|    | マルゲルス・スクエニエクス             |      | 1931年12月6日  | 1933年3月23日  | ラトビア社会民主労働党                                            |
| 9  | アードルフス・ブロドニエクス           |      | 1933年3月24日  | 1934年3月16日  | ラトビア新農民・小地主党                                          |
|    | カールリス・ウルマニス                 |      | 1934年3月17日  | 1940年6月20日  | ラトビア農民連合（1934年5月15日まで） 無所属（1934年5月15日以後） |

### ラトビア社会主義ソビエト共和国
| 代 | 名前                   | 画像 | 就任          | 辞任          | 政党         |
| 1  | ピョートル・ストゥチカ |      | 1918年12月4日 | 1920年1月13日 | ロシア共産党 |

### ラトビア・ソビエト社会主義共和国
| 代 | 名前                                 | 画像 | 就任           | 辞任           | 政党           |
| 1  | アウグスツ・キルヘンシュテインス     |      | 1940年6月20日  | 1940年8月25日  |                |
| 2  | ヴィリス・ラーツィス                 |      | 1940年8月25日  | 1959年11月27日 | ラトビア共産党 |
| 3  | ヤーニス・ペイヴェ                   |      | 1959年11月27日 | 1962年4月23日  | ラトビア共産党 |
| 4  | ヴィターリイス・ルベニス             |      | 1962年         | 1970年         | ラトビア共産党 |
| 5  | ユリイス・ルベニス                   |      | 1970年5月5日   | 1988年10月6日  | ラトビア共産党 |
| 6  | ヴィルニス・エドヴィーンス・ブレシス |      | 1988年10月6日  | 1990年5月7日   | ラトビア共産党 |

### 1990年 - 現在
| 代 | 名前                                       | 画像 | 就任           | 辞任           | 政党               |
| 1  | イヴァルス・ゴドマニス                     |      | 1990年5月7日   | 1993年8月3日   | ラトビア人民戦線   |
| 2  | ヴァルディス・ビルカフス                   |      | 1993年8月3日   | 1994年9月15日  | ラトビアの道       |
| 3  | マーリス・ガイリス                         |      | 1994年9月15日  | 1995年12月21日 | ラトビアの道       |
| 4  | アンドリス・シュケーレ                     |      | 1995年12月21日 | 1997年8月7日   | 無所属             |
| 5  | グンタルス・クラスツ                       |      | 1997年8月7日   | 1998年11月26日 | 祖国と自由のために |
| 6  | ヴィリス・クリシュトパンス                 |      | 1998年11月26日 | 1999年7月16日  | ラトビアの道       |
|    | アンドリス・シュケーレ                     |      | 1999年7月16日  | 2000年5月5日   | 人民党             |
| 7  | アンドリス・ベールジンシュ                 |      | 2000年5月5日   | 2002年11月7日  | ラトビアの道       |
| 8  | エイナルス・レプシェ                       |      | 2002年11月7日  | 2004年3月9日   | 新時代             |
| 9  | インドゥリス・エムシス                     |      | 2004年3月9日   | 2004年12月2日  | ラトビア緑の党     |
| 10 | アイガルス・カルヴィティス                 |      | 2004年12月2日  | 2007年12月20日 | 人民党             |
| 11 | イヴァルス・ゴドマニス                     |      | 2007年12月20日 | 2009年3月12日  | ラトビアの道       |
| 12 | ヴァルディス・ドンブロウスキス             |      | 2009年3月12日  | 2014年1月22日  | 新時代             |
| 13 | ライムドータ・ストラウユマ                 |      | 2014年1月22日  | 2016年2月11日  | 統一               |
| 14 | マーリス・クチンスキス                     |      | 2016年2月11日  | 2019年1月23日  | リエパーヤ党       |
| 15 | アルトゥルス・クリシュヤーニス・カリンシュ |      | 2019年1月23日  | 2023年9月15日  | 新統一             |
| 16 | エビカ・シリニャ                           |      | 2023年9月15日  | 現職           | 新統一             |